# ترافون ووكر
ترافون ووكر (مواليد 16 ديسمبر 2000) هو لاعب كرة قدم أمريكية أمريكي يلعب في نادي جاكسونفيل جاغوارز في الدوري الوطني لكرة القدم الأمريكية.

## روابط خارجية
- ترافون ووكر على موقع مرجع كرة القدم المحترفة.كوم (الإنجليزية)